# Afrodisias (Cilicia)
Afrodisias (en griego, Ἀφροδίσιος, Ἀφροδισιάς) es el nombre de una antigua colonia griega de Cilicia.
En el Periplo de Pseudo-Escílax se menciona que era un puerto y aparece en una sucesión de ciudades cilicias a continuación de Celénderis. En el año 197 a. C. fue una de las ciudades cilicias tomadas por Antíoco III el Grande en el curso de la quinta de las Guerras Sirias.
Se conservan monedas de Afrodisias fechadas desde aproximadamente los años 520 a. C. Sus restos se localizan en el lado oriental del istmo que une el promontorio de su mismo nombre con el resto de la región, a unos 31 km al suroeste de la antigua Seleucia Traquea.